# سید بینکس
سید بینکس (انگلیسی: Sid Binks؛ ۲۵ ژوئیه ۱۸۹۹ – ۴ فوریهٔ ۱۹۷۸) بازیکن فوتبال اهل بریتانیا بود.
از باشگاه‌هایی که در آن بازی کرده‌است می‌توان به باشگاه فوتبال شفیلد ونزدی، باشگاه فوتبال پورتسموث، باشگاه فوتبال فولام، باشگاه فوتبال ساوتند یونایتد، باشگاه فوتبال اشینگتون، باشگاه فوتبال بلکپول، باشگاه فوتبال چسترفیلد، باشگاه فوتبال بیشاپ اوکلند، و باشگاه فوتبال هادرزفیلد تاون اشاره کرد.